# Bob Callero
Bob Callero, all'anagrafe Roberto Callero (Montoggio, 4 maggio 1950), è un bassista, compositore e paroliere italiano.

## Biografia
Divenuto noto come bassista nei primi anni settanta nei gruppi Osage Tribe (con Franco Battiato), Duello Madre e Il Volo, è poi divenuto uno dei più apprezzati session man italiani, collaborando, in studio e dal vivo, con Lucio Battisti (sua l'intro del brano Il nostro caro angelo), Eugenio Finardi, Anna Oxa (sua gran parte dei testi del disco Anna non si lascia), Loredana Bertè, il pianista jazz Sonny Taylor, Fausto Leali e Patty Pravo.
È stato inoltre uno dei pionieri italiani del Chapman stick. Dal 1984 è il leader della Stick Band, che ha all'attivo centinaia di concerti in Italia, Germania e Francia.
Attualmente si dedica alla produzione di artisti emergenti.

## Discografia
- Con Osage Tribe: Arrow head (1972)
- Con Duello Madre: Duello madre (1973)
- Con Il Volo: Il Volo (1974)
- Con Il Volo: Essere o non essere? (1975)
- Con Bob Callero Stick Band: Barba Richin (2006)
- Con gli Artisti Uniti per Genova: Ora che (2012)

### Principali collaborazioni
- 1973 – Lucio Battisti – Il nostro caro angelo
- 1974 – Lucio Battisti – Anima latina
- 1976 – Lucio Battisti – Lucio Battisti, la batteria, il contrabbasso eccetera (Basso nel brano Io Ti Venderei)
- 1979 – Loredana Bertè – Bandabertè (Basso nei brani ...E la luna bussò, Peccati trasparenti, Colombo, Prendi fra le mani la testa, Folle città, Dedicato)
- 1996 - Anna Oxa - Anna non si lascia